# AN/FSQ-7

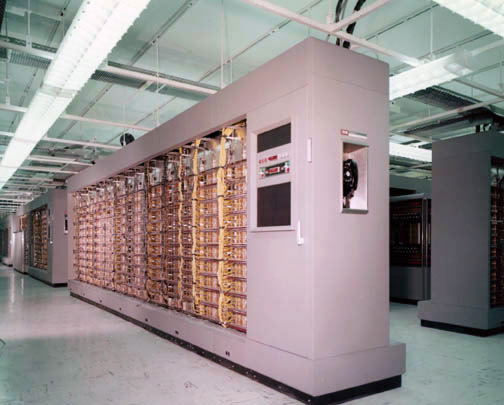
Vista di un AN/FSQ-7. Il telefono sul lato di ogni armadio permetteva ai tecnici di risparmiare tempo nel segnalare un problema

L'AN/FSQ-7 era un modello di supercomputer sviluppato dall'IBM verso la fine degli anni Cinquanta del Novecento, in collaborazione con l'US Air Force. Ne furono costruiti cinquantadue esemplari per essere usati per il comando e controllo del sistema di difesa aerea SAGE (Semi Automatic Ground Environment).
Ogni sistema AN/FSQ-7 impiegava più di 55 000 valvole termoioniche e occupava più di 2000 metri quadrati di spazio. Il sistema pesava 275 tonnellate e consumava 3 megawatt di potenza. Il computer era in grado di eseguire 75 000 istruzioni al secondo ed era, all'epoca, il più grande supercomputer mai costruito dall'uomo.

## Storia

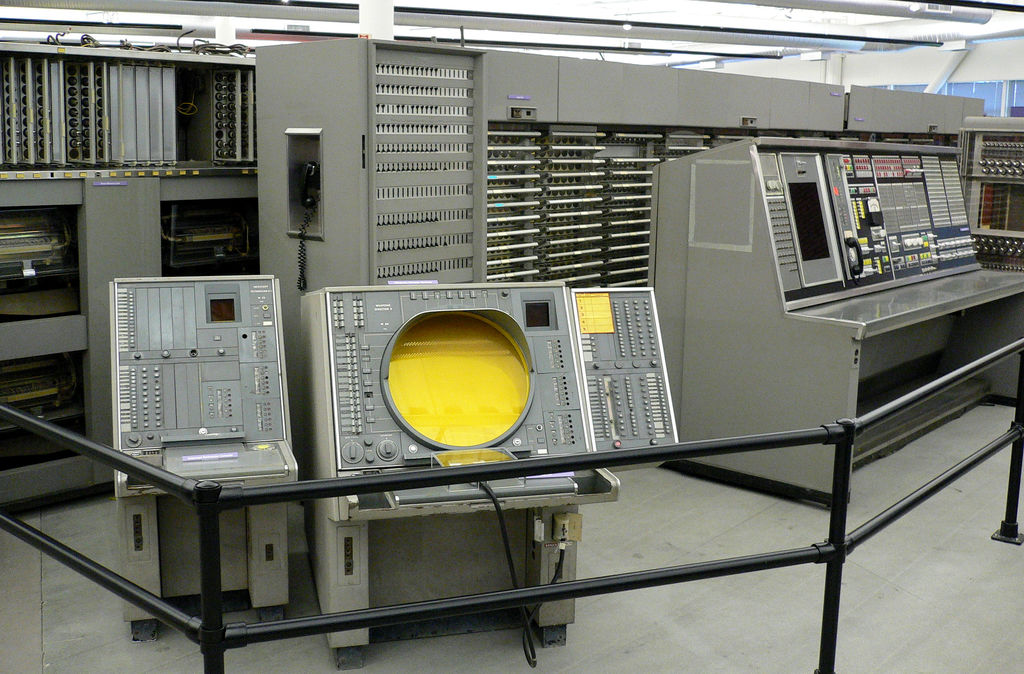
Sistema SAGE al Computer History Museum.

I concetti che portarono allo sviluppo del sistema erano già stati sperimentati nel sistema Whirlwind I al Massachusetts Institute of Technology di Cambridge (Massachusetts) analizzando i dati ricevuti da un radar a lunga distanza e da diversi radar a corto raggio situati a Cape Cod. La chiave del successo del sistema fu lo sviluppo delle memorie a nucleo magnetico che permisero di realizzare macchine molto più affidabili, più veloci (circa due volte più rapide) e con minori tempi di risposta (circa 4 volte) rispetto a quelle basate sui tubi Williams del Whirlwind I.
Dopo che il Whirlwind I fu completato e reso operativo, fu avviato lo sviluppo di un sistema più veloce e complesso chiamato Whirlwind II, che fu però abbandonato perché richiedeva troppe risorse al MIT. Il team si concentrò allora sul Whirlwind I, mentre l'IBM, impresa capofila nell'appalto del sistema AN/FSQ-7, basò lo sviluppo del suo computer sui progetti iniziali del Whirlwind II più che su quelli del Whirlwind I. Difatti, a volte il sistema AN/FSQ-7 viene erroneamente indicato come Whirlwind II sebbene non sia la stessa macchina ma ne condivida solo alcune scelte di progetto.
Diverse componenti della console del AN/FSQ-7 sono in mostra al Computer History Museum di Mountain View (California).